# 1790
1790 (MDCCXC) fue un año común comenzado en viernes según el calendario gregoriano.

## Acontecimientos
- 12 de enero: las provincias belgas, a excepción de Luxemburgo, proclaman su independencia creándose "Estados Unidos de Bélgica".
- 15 de enero: en Francia se sustituyen las provincias por departamentos y se subdividen estos en distritos, cantones y municipios.
- 20 de febrero: tras la revolución, los conventos son suprimidos en Francia.
- 20 de febrero: Leopoldo II es elegido como nuevo emperador del Sacro Imperio Germánico.
- 9 de abril: Al-Yazid se convierte en sultán de Marruecos tras la muerte de su padre Mohammed III.[1]
- 18 de junio: en Madrid, el Conde de Floridablanca sufre un atentado del que sale ileso.[2]
- 16 de julio: en EE. UU. se funda Washington D. C..
- 14 de agosto: se firma el Tratado de Värälä, que pone fin a la Guerra ruso-sueca (1788-1790) con un statu quo ante bellum.
- 10 de octubre: Un terremoto de 6,5 sacude Argelia provocando un pequeño tsunami que deja cerca de 3.000 fallecidos.
- 2 de diciembre: las tropas austríacas toman Bruselas, terminando con la Revolución brabanzona.
- 14 de diciembre: inicia la Expedición del Solide con el objetivo de atravesar todo el planeta.
- El escocés William Murdoch inventa la lámpara de gas (aproximado).
- El cirujano escocés John Hunter recogió en una jeringa caliente el semen de un comerciante con hipospadia y lo inyectó en la vagina de su mujer, realizando la primera inseminación artificial en un ser humano en la historia.
- Mansong Diarra asciende al trono del Imperio de Bamana.

### Revolución francesa
- 21 de enero: en París (Francia) la Asamblea Nacional proclama la igualdad de todos los ciudadanos ante la ley, abole los métodos de ejecución que implicaban tortura (como el garrote vil, que implicaba la introducción lenta de un tornillo en la nuca del condenado) y decreta la decapitación como único modo de ejecución de la pena capital, a propuesta del médico Joseph Ignace Guillotín.[3]
- 28 de febrero: reorganización del ejército francés; los rangos militares ya no están reservados para los aristócratas.[4]
- 4 de marzo: se crean los 83 departamentos de Francia.[5]
- 15 de marzo: se abole la servidumbre.
- 27 de abril: se funda el Club de los Cordeliers.
- 12 de julio: se decreta la constitución civil del clero para reorganizar la iglesia.
- 14 de julio: se realiza la Fiesta de la Federación en el primer aniversario de la toma de la Bastilla.
- 3 de diciembre: Luis XVI de Francia envía un mensaje al rey Federico Guillermo II de Prusia para frenar la revolución.[6]

## Arte y literatura
- 26 de enero: en Viena (Austria), Mozart estrena la ópera Così fan tutte.
- 1 de noviembre: se publica Reflexiones sobre la Revolución francesa, de Edmund Burke.
- Goethe: Torcuato Tasso.
- Gaspar Melchor de Jovellanos: Memoria sobre la policía de los espectáculos y diversiones públicas.
- Alexander Radíschev: Viaje de Petersburgo a Moscú.

## Nacimientos
- 5 de enero: Melchor Múzquiz, militar mexicano, presidente interino de su país (f. 1844).
- 27 de enero: Juan Álvarez Hurtado, militar y presidente mexicano (f. 1867).
- 25 de febrero: Juan Álvarez Mendizábal, político español (f. 1853).
- 29 de marzo: John Tyler, político estadounidense y 10.º presidente desde 1841 hasta 1845 (f. 1862).
- 21 de abril: Manuel Blanco Encalada, presidente interino de Chile (f. 1876).
- 20 de mayo: Bernardino Escribano, militar argentino fundador de la ciudad de Junín (f. 1834).
- 13 de junio: José Antonio Páez, militar y político venezolano (f. 1873).
- 10 de agosto: Mariano Melgar, poeta y revolucionario peruano.
- 15 de octubre: Giovanni David, tenor italiano (f. 1864).
- 29 de octubre: Adolph Diesterweg, educador y político prusiano (f. 1866).
- 23 de diciembre: Jean-François Champollion, egiptólogo francés, traductor de la Piedra de Rosetta (f. 1832).

### Fecha desconocida
- José Luis Ramos, escritor y político venezolano (f. 1849).

## Fallecimientos
- 18 de febrero: Isabel de Wurtemberg, primera esposa de Francisco II del Sacro Imperio (n. 1767)
- 20 de febrero: José II de Habsburgo-Lorena, rey de Hungría.
- 17 de abril: Benjamin Franklin, político, científico e inventor estadounidense (n. 1706)
- 21 de mayo: Thomas Warton, escritor inglés (n. 1728)
- 17 de julio: Adam Smith, economista y filósofo escocés (n. 1723)
- 19 de agosto: Ignaz Franz, teólogo alemán (n. 1719).